# L'equivoco stravagante
L'equivoco stravagante er en opera med betegnelsen dramma giocoso i to akter af Gioachino Rossini til en italiensk libretto af Gaetano Gasbarri. Den var Rossinis første forsøg på at skrive en fuld opera i to akter.

## Opførelseshistorie
L'equivoco stravagante blev uropført på Teatro del Corso i Bologna den 26. oktober 1811. Den blev kun spillet tre gange, før politiet lukkede produktionen, muligvis fordi den kom ind på desertører fra hæren. Musikken til ouverturen er efterfølgende gået tabt.
Operaen blev første gang opført i USA af Bronx Opera i januar 2004.

## Roller
| Rolle                                                         | Stemmetype  | Originalbesætning, 26. oktober 1811 (Dirigent: Giuseppe Boschetti) |
| ------------------------------------------------------------- | ----------- | ------------------------------------------------------------------ |
| Gamberotto, en rig landmand                                   | Bas         | Domenico Vaccani                                                   |
| Ernestina, Gamberottos litteraturelskende datter              | Alt         | Marietta Marcolini                                                 |
| Buralicchio, en velhavende ung mand, lovet bort til Ernestina | Bas         | Paolo Rosich                                                       |
| Ermanno, en stakkels ung mand, forelsket i Ernestina          | Tenor       | Tommaso Berti                                                      |
| Rosalia, Ernestinas tjenestepige                              | Mezzosopran | Angiola Chies                                                      |
| Frontino, Gamberottos tjener og Ermannos fortrolige           | Tenor       | Giuseppe Spirito                                                   |

## Synopsis
Ermanno elsker Ernestina, som er tiltrukket af den rige, men dumme Buralicchio. Ermannos intriger fører til, at Ernestina bliver anholdt på mistanker om, at hun er deserteret (og at hun i virkeligheden er en mand i forklædning), men hun bliver reddet, og alt ender lykkeligt.

## Diskografi
- Czech Chamber Soloists, Dirigent: Alberto Zedda. Petia Petrova, Marco Di Felice, Marco Vinco, Dario Schmunck, Monica Minarelli, Eduardo Santamaria. Juli 2001. Naxos Opera Classics – (CD) 8,660087-88

## Eksterne links
- Libretto
- Diskografi